# 周湘
周湘（1871年—1933年），字印侯，號隱庵，別署灌園老叟，黃渡鎮人。
生於同治十年（1871年），幼年即喜愛繪畫，師從楊伯潤、錢慧安、胡鼻山、吳大徵、王秋言、姚梅伯、胡公壽、金保三、周存伯等，擅长油画、水彩画和水墨山水画，曾赴日本及歐洲考察美術。光緒年間，認識翁同龢。翁出示珍藏古玩名跡，供其縱覽臨摹。清光緒三十三年（1907年），在八仙橋創辦佈景畫傳習所。有學生劉海粟、陳抱一、烏始光、汪亞塵、丁悚、張眉蓀等。宣統三年（1911年），創上海油畫院，有學生徐悲鸿。1913年8月9日周湘在《申報》登載啟事，開除劉海粟、烏始光等學生，雙方爭執長達多年。後曾在上海圣约翰大学兼授美育、外语等课。晚年生活窘困，幸賴学生资助，聊以度日。著有《周湘山水画谱》4册。